# Keita Sogabe
Keita Sogabe (japanisch 曽我部 慶太 Sogabe Keita; * 2. Juli 1988 in Amagasaki) ist ein japanischer Fußballspieler.

## Karriere
Sogabe erlernte das Fußballspielen in der Jugendmannschaft von Vissel Kobe. Seinen ersten Vertrag unterschrieb er 2007 bei Vissel Kobe. Der Verein spielte in der höchsten Liga des Landes, der J1 League. 2009 wechselte er zum Zweitligisten Vegalta Sendai. 2010 wechselte er zum Drittligisten Zweigen Kanazawa. Für den Verein absolvierte er 34 Ligaspiele. 2012 wechselte er zum SC Sagamihara. Am Ende der Saison 2012 stieg der Verein in die Japan Football League auf. Am Ende der Saison 2013 stieg der Verein in die J3 League auf. Für den Verein absolvierte er 129 Ligaspiele. 2017 wechselte er zu Nara Club. Für den Verein absolvierte er 45 Ligaspiele. 2020 wechselte er zum J.FC Miyazaki.